# Alfons II del Congo
Alfons II, anomenat també Mpemba a Nzinga, va ser el manikongo que va succeir a Diogo I, ocupant breument el tron del regne del Congo en 1561.

## Biografia
Poc se sap sobre Afonso II i el seu efímer regnat. Es creu que va poder haver estat un fill il·legítim de Diogo I, si bé algunes fonts consideren que tots dos eren germans; qualsevol de les dues circumstàncies hauria facilitat el seu accés a la corona.
Cap a 1555, sis anys abans de la pujada al tron d'Alfons II, el rei Diogo I havia tallat totes les relacions que mantenia el país fins llavors amb Portugal, expulsant tots els portuguesos del regne. A Portugal, mentrestant, Joan III era succeït per Sebastià I de Portugal en 1557.
Els portuguesos van intentar tornar, conspirant amb un altre pretendent al tron més favorable als seus interessos. Poc després que Alfons II pugés al tron en 1561, Bernardo I va assassinar al monarca i es va instal·lar en el tron. La conspiració, no obstant això, no va sortir com esperaven els portuguesos, ja que els portuguesos que van tornar al país per donar suport al magnicidi i al nou rei van ser de nou expulsats o van morir en els disturbis populars que es van produir durant aquest mateix any de 1561.